# Esopo (Velázquez)
Esopo è un dipinto a olio su tela (179 × 94 cm) realizzato tra il 1639 e il 1642 dal pittore spagnolo Diego Velázquez. È conservato nel Museo del Prado.
In alto a destra è possibile leggere la scritta ÆSOPUS.